# Micheldorf

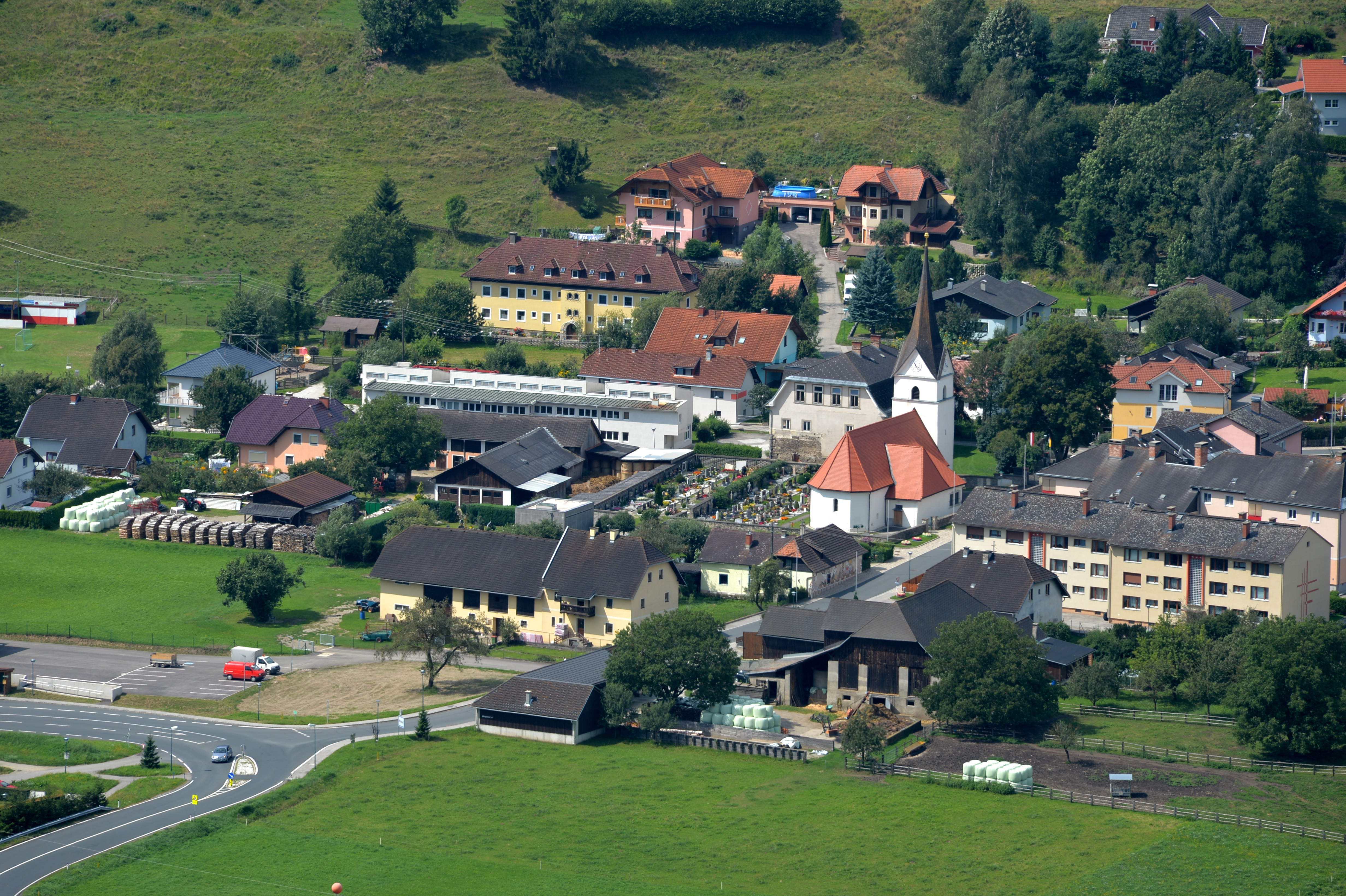
Ortskern von Micheldorf

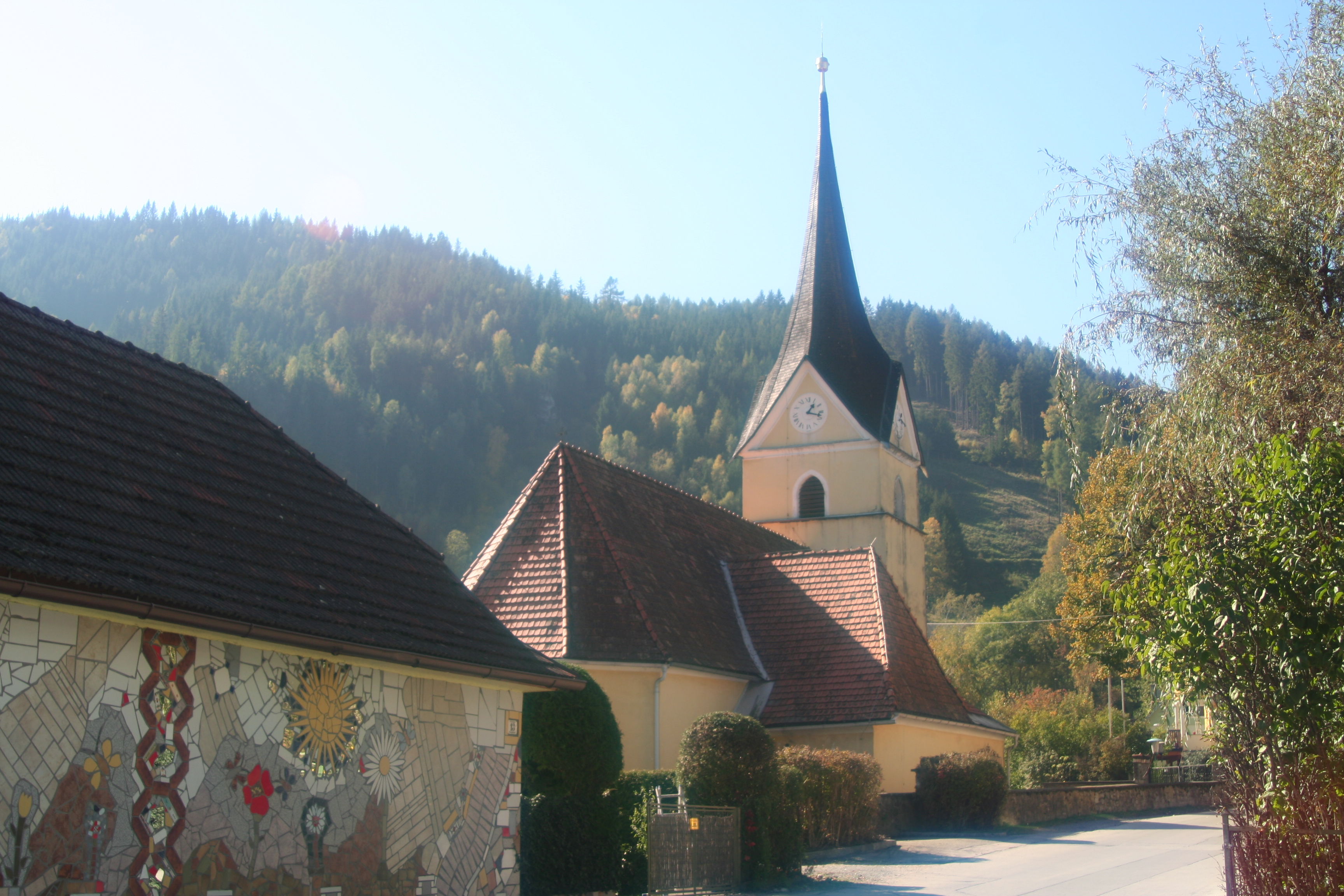
Kirche von Micheldorf

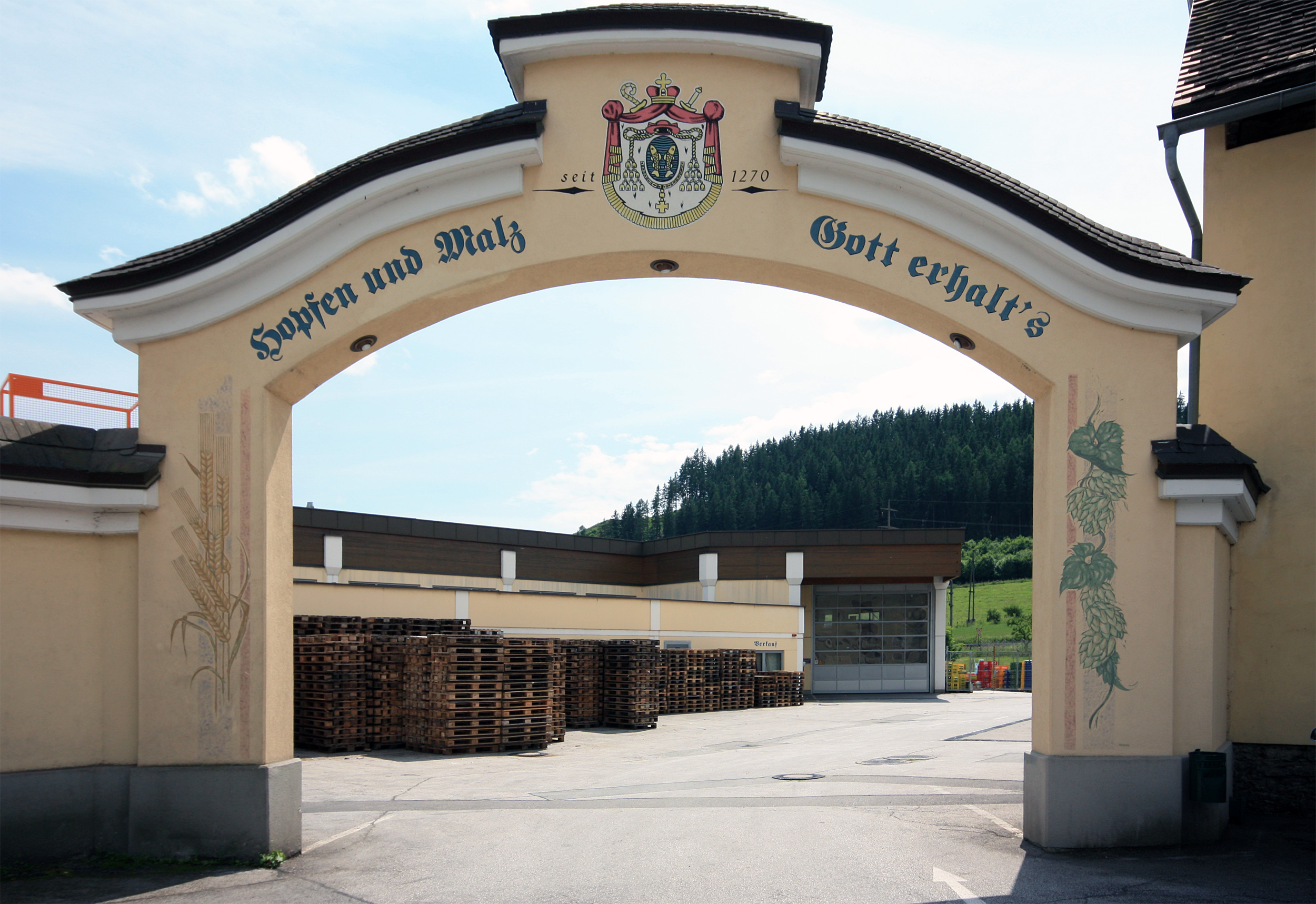
Brauerei Hirt

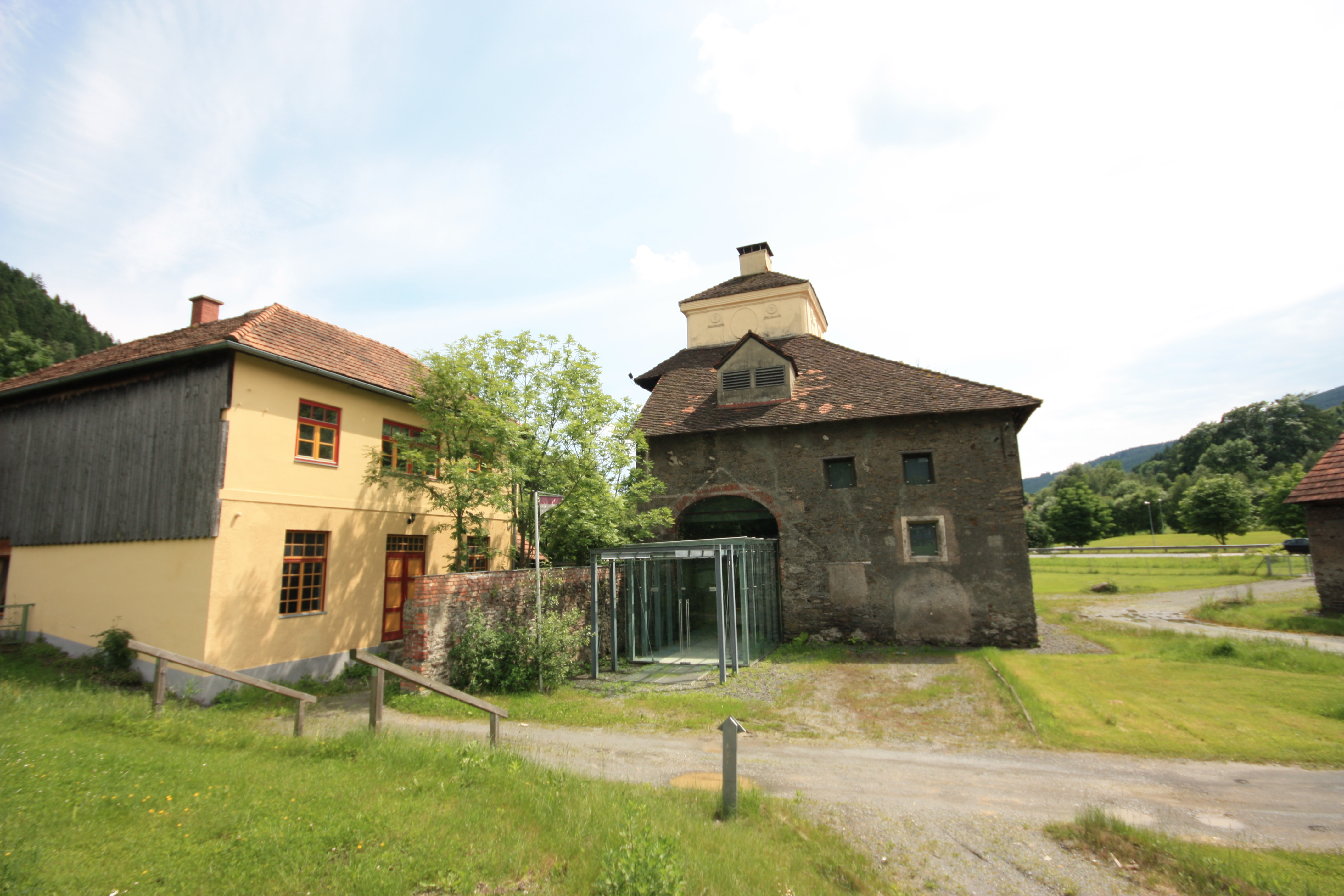
Ehemaliger Hochofen

Micheldorf ist eine Gemeinde mit 951 Einwohnern (Stand 1. Jänner 2024) im Bezirk St. Veit an der Glan in Österreich, im Bundesland Kärnten.

## Geographie
Die Gemeinde liegt südlich der Stadt Friesach im südlichen Friesacher Feld an der Metnitz.

### Gemeindegliederung
Micheldorf ist in die beiden Katastralgemeinden Micheldorf und Lorenzenberg gegliedert. Das Gemeindegebiet umfasst neun Ortschaften (in Klammern Einwohnerzahl Stand 1. Jänner 2024):
- Gasteige (47)
- Gaudritz (0)
- Gulitzen (151)
- Hirt (25)
- Lorenzenberg (31)
- Micheldorf (666)
- Ostrog (0)
- Ruhsdorf (6)
- Schödendorf (25)

Der Zählsprengel 000 Micheldorf umfasst das gesamte Gemeindegebiet.

### Nachbargemeinden
|           | Friesach                                    |           |
| Straßburg | Kompassrose, die auf Nachbargemeinden zeigt | Guttaring |
|           | Althofen                                    |           |

## Geschichte
Die Kirche von Micheldorf wurde 783/785 erstmals urkundlich erwähnt, die Filialkirche auf dem Lorenzenberg 1043.
Bei der Bildung von Ortsgemeinden in Kärnten wurden die Katastralgemeinden Micheldorf und Lorenzenberg 1850 zunächst Friesach zugeteilt. 1893 trennte sich Micheldorf von Friesach als eigenständige Ortsgemeinde ab. Im Rahmen einer Gemeindestrukturreform wurde Micheldorf 1973 Friesach angeschlossen, ist aber nach einem Volksentscheid 1992 wieder selbstständige Gemeinde.

## Bevölkerung
Zum Zeitpunkt der Volkszählung 2001 hatte Micheldorf 1.201 Einwohner, davon waren 95,6 % österreichische und 2,8 % bosnische Staatsbürger. 84,3 % der Bevölkerung bekannte sich zur römisch-katholischen Kirche, 3,3 % zur evangelischen Kirche und 2,8 % zum Islam. 8,4 % waren ohne religiöses Bekenntnis.
Im Zeitraum des starken Rückgangs der Bevölkerungszahl von 2001 bis 2011 waren sowohl die Geburtenbilanz als auch die Wanderungsbilanz negativ.

## Kultur und Sehenswürdigkeiten
- Die Pfarrkirche hl. Veit in Micheldorf, urkundlich 784/785 erwähnt, ist ein mittelgroßer, im Langhaus ursprünglich romanischer Bau, der im 18. und 19. Jahrhundert verändert wurde. Der Turmanbau an der Westseite im gotischen Stil ist mit dem Jahr 1447 bezeichnet.
- Die Filialkirche hl. Laurentius auf dem Lorenzenberg, 1043 erstmals urkundlich erwähnt, ist ein auf einem Felskegel errichteter frühgotischer Bau.
- Von der 1873 stillgelegten Eisenhütte in Hirt ist ein 1806 errichteter Hochofen erhalten geblieben.

## Wirtschaft und Infrastruktur
Der Leitbetrieb und zugleich das bekannteste Unternehmen der Gemeinde ist die Privatbrauerei Hirt.

### Verkehr
Micheldorf liegt an der Südbahn und der Friesacher Straße.

## Politik

### Gemeinderat
Der Gemeinderat besteht aus 15 Mitgliedern.
- Nach der Gemeinderatswahl 2015 setzte er sich wie folgt zusammen: 10 SPÖ, 3 wir micheldorfer und 2 FPÖ.[3]
- Nach der Gemeinderatswahl 2021 setzt er sich wie folgt zusammen: 8 Wir Für Micheldorf, 6 SPÖ und 1 FPÖ.[4]

### Bürgermeister
- 2015–2021 Josef Wuttei (SPÖ)[5]
- seit 2021 Helmut Schweiger (Wir für Micheldorf)[6]

### Wappen
Das Wappen von Micheldorf hat folgende Blasonierung: „In Grün ein schräglinker goldener, schwarzunterlegter Rost, oben von einer goldenen Hopfenrebe mit einem Blatt und zwei Dolden, unten von einer zum Rost parallel wachsenden goldenen Ähre begleitet.“
Wappen und Fahne wurden der Gemeinde am 6. Dezember 1994 verliehen. Die Fahne ist Grün-Gelb mit eingearbeitetem Wappen.
Der Rost symbolisiert den Pfarrpatron Laurentius, der der Legende nach auf einem Rost den Märtyrertod erlitten haben soll. Aus dem Wappen, das die Gemeinde Micheldorf von 1963 bis zur Eingemeindung nach Friesach 1973 führte, ist der Hopfendolden, der auf die traditionsreiche Brauerei anspielt, übernommen worden. Die Getreideähre steht sowohl für den Anbau im Gemeindegebiet als auch für den Kurbetrieb im Agathenhof, wo unter anderem die Mayr-Kur mit Getreideprodukten angewandt wird.

### Gemeindepartnerschaften
Es bestehen Partnerschaften mit folgenden Gemeinden:
- Micheldorf in Oberösterreich
- Villesse in Friaul (Italien)

## Persönlichkeiten

### Söhne und Töchter der Gemeinde
- Josef Limberger (* 1958), Autor und Fotograf